# Carla Federica Nespolo
Carla Federica Nespolo (Novara, 4 marzo 1943 – Alessandria, 4 ottobre 2020) è stata una politica italiana.

## Biografia
Carla Nespolo nacque in una famiglia partigiana; lo zio, fratello di sua madre, era il comandante Amino Pizzorno e la nonna era nota alle autorità fasciste come dissidente.
Laureata in Pedagogia all'Università degli Studi di Genova, fu professoressa di storia alle scuole superiori, parlamentare per il Partito Comunista Italiano e quindi senatrice, ancora per il PCI e successivamente per il Partito Democratico della Sinistra.
Il 3 novembre 2017, dopo esserne stata a lungo vice-presidente, venne eletta Presidente nazionale dell'associazione A.N.P.I., primo presidente a ottenere questa carica senza aver fatto il partigiano e prima donna.
Carla Nespolo è morta la notte del 4 ottobre 2020 all'età di 77 anni, dopo una lunga malattia.